# René Goulaine de Laudonnière

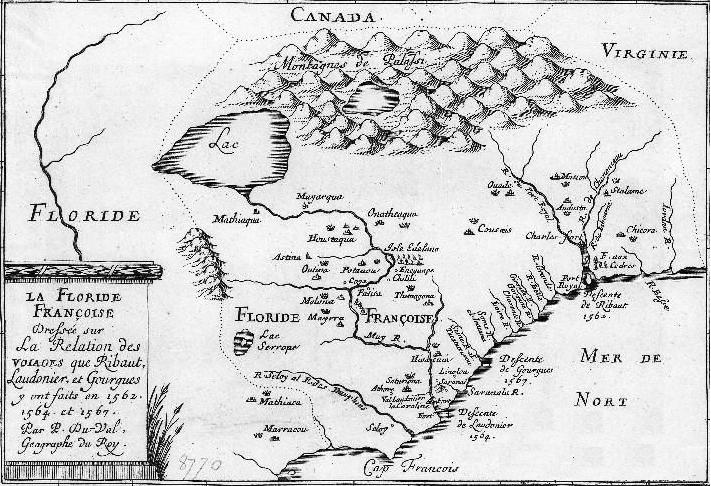
La Floride françoise per Pierre du Val,.

René Goulaine de Laudonnière (Poitou, cap a 1529 – 1574) va ser un explorador hugonot francès i el fundador de la colònia francesa Fort Caroline en l'actual Jacksonville, Florida. l'Almirall Gaspard de Coligny, un hugonot, envià Jean Ribault i Laudonnière a explorar llocs potencialment adequats de Florida per l'assentament dels protestants francesos.

## Biografia
Laudonnière era un noble de Poitou, França.
El 1562, Laudonnière va ser nomenat segon comandant de l'expedició hugonot a Florida sota les ordres de Jean Ribault. Van salpar el febrer de 1562, l'expedició tornà al mes de juliol després d'haver fundat el petit assentament de Charlesfort en l'actual Carolina del Sud.
Després de les Guerres de religió franceses, Ribault trobà refugi a Anglaterra. Mentrestant els hugonots iniciaren una nova expedició a Florida i Laudonnière va ser posat sota el seu comandament. L'any 1564 Laudonniere va rebre 50.000 corones del rei Charles IX de França i tornà a Florida amb tres vaixells i 300 colonitzadors hugonots.

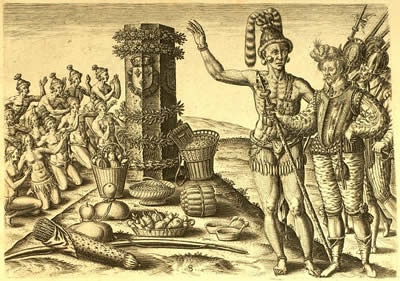
Athore, fil del rei Timucuan Saturiwa, mostrant a Laudonnière el monument posat per Ribault el 1562.

Laudonnière arribà al riu May (actualment anomenat St. Johns River) el 22 de juny de 1564. Fundà Fort Caroline, en honor del rei Charles, en l'actual Jacksonville. Va fer contacte amb el Saturiwa, un capitost Timucua amistós amb els colonialitzadors. Laudonnière tornà a França.
Aquesta colònia no reeixí i els colonitzadors esdevingueren pirates. Jean Ribault arribà amb 600 colonitzadors més el setembre de 1565 i rellevà Laudonnière, qui tornà a França.
L'Adelantado Pedro Menéndez de Avilés desembarcà amb les seves tropes el 28 d'agost de 1565 prop de la vila Timucua de Seloy. Va matar Ribault i una gran part dels colonitzadors francesos.

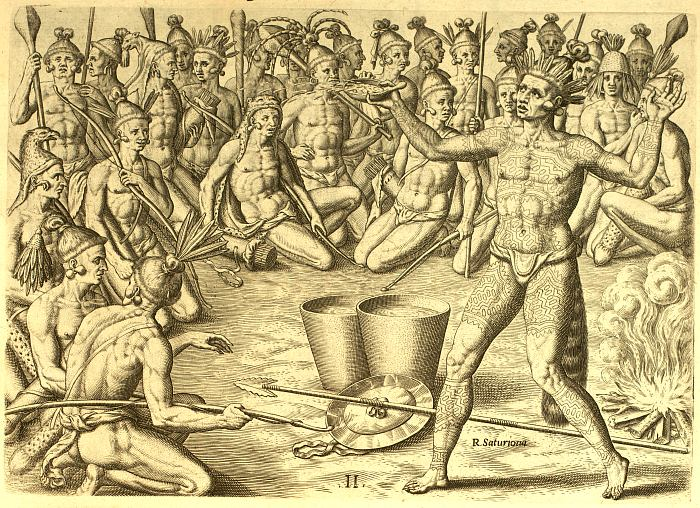
Un dels gravats de Theodor de Bry suposadament basat en un dibuix de Jacques Le Moyne.

Laudonnière probablement arribà a París el desembre de 1565. Alguns anys més tard, 1572, figura com navegant mercader a La Rochelle. Escapà de la Matança de Sant Bartomeu i morí a Saint Germain-en-Laye el 1574. Les seves memòries, L'histoire notable de la Floride, contenant les trois voyages faits en icelles par des capitaines et pilotes français, es van publicar l'any 1586.